# La maldición de Kullervo
La maldición de Kullervo es una pintura de Akseli Gallen-Kallela de 1899. El carelianismo de la pieza forma parte de la serie de Gallen-Kallela inspirada en el Kalevala.
La maldición de Kullervo muestra el punto de inflexión de Kullervo en la historia. El extraño e iracundo personaje que levanta el puño al aire con gesto amenazador es Kullervo, una de las principales figuras de la mitología finlandesa, un héroe con superpoderes, violento y un tanto descerebrado, pero entrañable en el fondo. Separado de su familia cuando aún era muy pequeño, le vendieron como esclavo al herrero Ilmarinen. Un día que fue a apacentar el ganado de su amo, la esposa de Ilmarinen le entregó para comer un pan que ella misma había cocinado con piedras dentro (le debía tener bastante manía). Cuando más tarde Kullervo fue a partirlo con su cuchillo, el único objeto que había heredado de su familia, éste se rompió y el joven, enfadadísimo, lanzó una terrible maldición al cielo sin saber que tenía poderes mágicos (que es la escena que representa Gallen-Kallela). En ese mismo momento, las vacas de la esposa de Ilmarinen se transformaron en osos y se la comieron. El Kalevala no hace mención explícita a la maldición de Kullervo. Simplemente habla de su ruptura en lágrimas después de ver el cuchillo roto. Es por ello que Gallen-Kallela representa en el cuadro a Kullervo alzando el puño de forma airada. El tema se repitió posteriormente en las obras de otros artistas finlandeses.
Este evento se enmarca en el soleado paisaje otoñal. Un Kullervo enfurecido también describe el espíritu de lucha y el creciente nacionalismo finlandés. En el fondo se encuentra el ganado y un perro olisqueando el pan relleno de piedras que Kullervo ha tirado al suelo. Kullervo bate desafiante el puño y jura venganza. La obra fue pintada en el mismo año que se adoptó el Manifiesto de febrero , y se puede interpretar metafóricamente como la amargura y la incredulidad que los finlandeses sentían. El simbolismo también puede verse dos años más tarde en otra pintura al fresco Kullervo va a la guerra, donde Kullervo va en busca de venganza.
La pintura también está asociada al periodo realista de Gallen-Kallela en la década de 1880, centrado en las descripciones de las personas.